# 俄罗斯入侵乌克兰时间轴 (2023年1月)

俄羅斯入侵烏克蘭的動態地圖（参见可交互的俄烏戰爭詳細地圖）

本條目主要列出俄罗斯入侵乌克兰在2023年1月的過程。

## 1月1日
跨年期間，俄羅斯朝烏克蘭發射了20枚導彈。基輔和其他城市的基礎設施還遭到俄羅斯發射的见证者-136无人机襲擊。烏克蘭武裝部隊表示他們擊落了45架见证者-136无人机。襲擊造成烏克蘭方面至少4人死亡、數十人傷。
俄罗斯别尔哥罗德州州长凌晨表示，当地防空系统在别尔哥罗德市和别尔哥罗德区上空拦截了四枚火箭弹。
俄羅斯戰鬥人員數量增加13萬7000人，達115萬人，包括非戰鬥人員在內的武裝部隊總人數從190萬擴增到204萬人。
烏克蘭朝马克耶夫卡發射導彈。據烏克蘭方面表示，有400名俄罗斯士兵丧生，另有300人受伤。俄罗斯国防部表示，烏克蘭發射了4枚海馬斯導彈，共造成89名俄罗斯士兵丧生。
布良斯克州克利莫沃区的一處電力設施遭到烏克蘭無人機襲擊。

## 1月2日
俄羅斯在沃罗涅日附近擊落一架烏克蘭無人機。

## 1月4日
法國宣佈將向烏克蘭提供AMX 10 RC裝甲車以及ACMAT Bastion。
乌克兰武装部队总参谋部表示，俄罗斯在过去24小时内对克拉马托尔斯克、扎波罗热和赫尔松三个城市的民用基础设施发动了7次导弹袭击、18次空袭和85次以上的多管火箭炮袭击，並造成平民傷亡。

## 1月5日
俄罗斯总统普京要求俄军从莫斯科时间6日12时至7日24时沿俄乌两军接触线实施停火。此舉遭烏克蘭拒絕，澤連斯基表示，俄羅斯計劃利用36小時的停火作為「掩護」，阻止烏克蘭軍隊在頓巴斯的推進，引入更多裝備。
德国政府决定向乌克兰提供MIM-104爱国者导弹以及貂鼠式步兵戰車。美國政府則決定向烏克蘭提供M2布雷德利。

## 1月6日
俄罗斯国防部表示已从當天12时起沿俄乌两军接触线实施停火。不过俄方称在俄方实施停火后乌克兰仍继续对居民点和俄军阵地进行炮击。乌克兰总统办公室顾问波多利亚克表示，當天下午乌克兰全境拉响防空警报，俄军并没有真正执行停火。
美國國防部與L3Harris Technologies簽署了一份價值4000万美元的合同。美國決定於2023年年中向烏克蘭提供4套VAMPIRE（车载轻型导弹系统），年底提供10套VAMPIRE（车载轻型导弹系统）。

## 1月8日
俄羅斯國防部表示，為報復马克耶夫卡军事基地袭击，俄方打擊了烏方位於克拉馬托爾斯克的兵營，並造成烏方600多名士兵死亡。克拉馬托爾斯克市长表示，該市只有两座建筑物受損，且沒有跡象表明該市境內有烏克蘭軍隊。乌克兰军方否认有任何人员伤亡，並表示俄羅斯的說法屬於政治宣傳。
俄罗斯国防部发言人科纳申科夫還表示，在临时停火结束后，俄军在库皮扬斯克方向、顿涅茨克地区等地对乌军人员和武器装备进行了打击。此外，俄空天军还击落了乌克兰空军苏-27战机、苏-24战机、苏-25战机和米格-29战机。科纳申科夫表示，尽管俄方遵守了临时停火制度，但乌军在顿涅茨克地区、卢甘斯克地区和扎波罗热地区等地持续炮击俄军阵地和居民区。
乌克兰武装部队总参谋部表示，俄军正集中力量继续在巴赫穆特、阿夫迪伊夫卡等地进行进攻行动。乌军当天对俄军防空系统阵地等目标发动了空袭，并击落了多架俄军直升机和无人机。此外，乌军还炮击了俄军燃料库等目标。
俄罗斯连夜轰炸哈尔科夫东北部地区并造成至少一人死亡。

## 1月9日
俄羅斯和烏克蘭雙方互相交換50名俘虜，這是兩國第36次交換俘虜。
乌克兰方面表示，舍甫琴科韋的一个市场被一枚俄罗斯导弹击中，並造成两名妇女死亡，四人受伤。

## 1月10日
自俄罗斯入侵烏克蘭以来，乌克兰的钢铁产量下降了约70.7%。
美國方面表示乌克兰军人即将在美国境内接受爱国者导弹培训。

## 1月11日
英国首相府发言人表示英国政府确认，英方计划向乌克兰提供坦克。
意大利外长表示将继续向乌克兰提供武器，而且意大利已经向乌克兰运送了50多吨电气材料用于重建被摧毁的电网。

## 1月12日
烏克蘭所有地区都采取了限电举措。
帕維爾·基里連科表示，約有100名俄羅斯士兵在索列達爾附近的戰鬥中陣亡。

## 1月13日
俄罗斯军方表示已占领索莱达尔，但乌克兰方面予以否認。
法国国防部长塞巴斯蒂安·勒科尔尼表示，法方希望在两个月内向乌克兰交付AMX 10 RC裝甲車。

## 1月14日
基辅第聂伯罗区发生爆炸。基輔當地有關鍵基礎設施遭到俄羅斯導彈襲擊。哈尔科夫发生4起爆炸，该市工业区遭S-300导弹袭击，哈尔科夫发生紧急停电，地铁三条线路交通暂时中断。基辅、哈尔科夫、波尔塔瓦、第聂伯罗彼得罗夫斯克和尼古拉耶夫等地响起防空警报。第聂伯罗一座公寓樓遭到俄羅斯導彈襲擊，造成44死22失蹤79傷。俄羅斯總統新聞秘書佩斯科夫否認俄襲擊了第聶伯羅的居民樓，而且俄軍打擊對象為烏方軍事目標，不會襲擊烏克蘭的居民樓，第聶伯羅的居民樓部分坍塌是烏克蘭防空導彈攔截俄軍導彈造成的。此外俄羅斯發射的一枚導彈落入摩爾多瓦境內。
英國表示將向烏克蘭提供14輛挑战者2坦克以及大约30门型自行火炮。

## 1月15日
俄罗斯国防部表示，俄军14日对乌克兰军事指挥控制系统及相关能源设施进行导弹打击。俄军在库皮扬斯克、红利曼、顿涅茨克等方向发动多起攻势。俄军陆航部队和炮兵打击乌军武器装备。俄防空部队击落两架乌克兰无人机，拦截多枚火箭弹。
乌克兰武装部队总参谋部通报称，乌军当天对俄军人员集中区和防空系统阵地进行了打击。乌克兰武装部队东部集团发言人表示过去24小时俄军在索列达尔和巴赫穆特附近发动了234次打击，乌克兰武装部队与俄军的战斗达32次。當晚乌国防部副部长表示，乌军在索列达尔的战斗仍在继续。

## 1月16日
烏克蘭方面宣佈索列達爾失守。
俄罗斯国防部发言人科纳申科夫表示，俄军在库皮扬斯克、利曼、顿涅茨克和南顿涅茨克方向打击了百余名乌军以及数十辆军事车辆。在顿涅茨克、扎波罗热和赫尔松摧毁乌军1辆冰雹多管火箭炮载车以及多台榴弹炮。俄军在卢甘斯克击落3架乌军无人机，在顿涅茨克和扎波罗热拦截7枚海马斯以及飓风多管火箭炮炮弹。
乌克兰武装部队总参谋部表示在过去24小时内，乌武装部队击退了俄军在顿涅茨克和卢甘斯克16个定居点附近的进攻。乌克兰空军对俄军人员集中区进行了9次打击，对俄防空设施进行了2次打击。乌克兰导弹和炮兵部队对俄军1个指挥所，6个人力和军事装备集中区，1个弹药库实施了打击。
晚間，烏克蘭軍方人員抵達美國奧克拉荷馬州西爾堡受訓。
烏軍司令部在臉書談到俄羅斯飛彈攻擊第聂伯罗9層樓公寓時表示：「俄軍用於襲擊平民的飛彈，毫無疑問是有「航艦殺手」（aircraft carrier killer）之稱的「Kh-22反艦飛彈」（又稱 X-22），這款飛彈準確度低，若作為對地攻擊，可能釀成平民大量傷亡」。烏軍司令部指出「從雷達偵測到的發射地點、高度和飛行速度，這就是一枚Kh-22反艦飛彈。」《烏克蘭真理報》報導，烏克蘭空軍發言人伊納特表示：「俄軍15日利用「圖-22M3」遠程轟炸機，從庫爾斯克和亞速海附近地區發射5枚Kh-22飛彈，其中1枚擊中第聶伯羅市大樓」。第聶伯羅政府顧問巴巴琴科表示：「截至15日這場襲擊已導致30死75傷、30人送醫治療，其中12人傷勢嚴重，另估計有30~40人仍被埋在瓦礫堆下。俄軍2022年6月也曾用Kh-22攻擊烏國中部克列緬丘格一座購物中心，釀18人死亡」。
别尔哥罗德州发生爆炸，造成3名士兵死亡、16人受伤，8名士兵失踪。

## 1月17日
俄罗斯国防部通报称，过去一昼夜，俄军继续在顿涅茨克方向发动进攻。在库皮扬斯克、红利曼、南顿涅茨克方向，乌军人员遭到俄军打击。在哈尔科夫地区，俄军打击了乌军弹药库、雷达站等目标。
乌克兰武装部队总参谋部通报称，俄军集中兵力在巴赫穆特方向实施进攻，并对该方向索列达尔、巴赫穆特等地实施炮击。乌克兰空军对俄军的人员和武器装备集中区域发动多次打击。乌导弹和炮兵部队则对俄军指挥所、弹药库等目标实施打击。
荷兰首相訪問美國期間表示打算向乌克兰军队提供爱国者防空系统及相关训练。他還重申2023年會向烏克蘭提供25億歐元援助。

## 1月18日
上午8點20分，一架隸屬於烏克蘭國家應急服務的歐直EC225超級美洲獅直升機在烏克蘭基輔郊外的布羅瓦里鎮墜毀，造成機上3名機組人員和6名乘客死亡，死者包括烏克蘭內政部長傑尼斯·莫納斯特爾斯基、內務第一副部長葉夫根尼·葉寧、國務秘書尤拉·盧布科維奇（Юра Лубкович）。據烏克蘭總統辦公室副主任基里洛·季莫申科透露，當時內政部的官員正乘坐飞机前往戰爭熱區。直升机坠毁时砸中一所幼儿园，造成大楼起火，附近還有一座多層建築的玻璃窗碎裂，另外有三輛車被毀。大火到9點28分才被救熄。幼兒園内有15人死亡、25人受傷，其中10人為兒童。截至當天上午10點30分，事故共造成18人死亡、11人受傷。
澳大利亞表示該國會派部隊前往英國訓練烏克蘭士兵。

## 1月19日
德國方面表示除非美國向烏克蘭提供坦克，否則該國不會向烏克蘭提供坦克。

## 1月20日
烏克蘭國防部長表示，該國士兵會前往波蘭學習如何操控豹2型坦克。
俄罗斯境内的北韩贸易公司接获指令，要求派遣员工前往乌东地区。这些人的身分多半是军人或警察。第一批动员人数估计有3到5百人，最快可能在2月中旬到3月之间就会抵达乌东地区。
荷兰宣布将帮助乌克兰装备爱国者防空系统；芬兰宣布对乌克兰提供价值超过4亿欧元的防卫设备。

## 1月21日
俄羅斯方面表示將發動扎波羅熱攻勢。
俄佔扎波罗热当局表示，俄军成功摧毁了乌克兰军队在扎波罗热战线上的第一道防线，并深入乌克兰控制区7公里。

## 1月22日
俄羅斯方面表示正在朝奥里希夫以及胡利亞伊波萊推進。

## 1月23日
欧盟同意追加5亿欧元资金用于为乌克兰提供武装，并拨款4500万欧元用于在欧盟培训乌克兰军队。
法國方面表示將向烏克蘭提供勒克萊爾主戰坦克。
挪威国防部长表示，開戰至今已造成大约18万俄罗斯士兵伤亡，大约10万乌克兰军人伤亡和3万平民死亡。

## 1月24日
波蘭向德國申請允許該國向烏克蘭提供豹2型坦克。德国总理奥拉夫·朔爾茨同意各國向烏克蘭提供豹2型坦克。烏克兰高级官员表示，只要德國全部同意，来自12个国家的大约100辆豹2型坦克就可以运往乌克兰。
乌克兰空军司令部发言人表示，乌军飞行员已经前往美国接受培訓。

## 1月25日
美國決定向烏克蘭提供31輛M1艾布蘭主力戰車。芬兰、荷兰和西班牙政府表示将向乌克兰提供豹2坦克。德国自己也將向乌克兰提供14辆豹2坦克。

## 1月26日
俄羅斯向烏克蘭發動大規模的導彈及自殺式無人機襲擊，造成全烏克蘭30多座建築物受損，至少11人死亡，逾10人受傷，受損建築多集中在首都基輔地區。除此之外，其他地方的能源設施亦遭到破壞，多地停電。
聯合國教科文組織宣佈將敖德薩的歷史中心列入《世界遺產名錄》及《瀕危世界遺產名錄》，冀各方投入資金和資源保護。
加拿大同意向烏克蘭提供4辆豹2型坦克。
顿涅茨克人民共和国代理领导人顾问表示，俄军已进入乌格列达尔并在四周建立防线。
美国宣布制裁一家涉嫌向俄方提供乌克兰的卫星图像以及支持瓦格纳集团作战行动的中国公司。

## 1月27日
俄羅斯方面表示，俄军过去一天打击乌方军工企业和运输系统。乌克兰军方表示，乌军在乌格列达尔等地击退俄方进攻，同时打击俄方多个指挥所。
朝鲜劳动党中央委员会副部长金与正表示，乌克兰战场不是20年前的中东，朝鲜将始终跟俄罗斯军民站在一起。朝鮮譴責美国提供武器給乌克兰迫使战争升级。美国和西方的任何武器装备都將在俄罗斯军队和人民面前变成一堆废铁。

## 1月28日
意大利和法国已同意共同向乌克兰提供SAMP-T防空系统，以及配套使用的约700枚阿斯特30防空导弹。
俄罗斯指责乌克兰军方蓄意袭击新艾達爾的一家医院，造成14人死亡、24名患者和医务人员受伤。
俄罗斯国防部表示俄军在库皮扬斯克、红利曼、顿涅茨克、扎波罗热等方向打击乌军，摧毁了乌军部分车辆。俄空天军在顿涅茨克地区击落了1架乌军米格-29战机。俄防空部队击落了乌军9架无人机，拦截了8枚海马斯和赤杨火箭弹。乌克兰武装部队总参谋部表示，乌军过去24小时击退了俄军在顿涅茨克和卢甘斯克12个定居点附近的进攻。乌空军对俄方人员、武器和军事装备集中区实施了8次打击，并打击了俄方防空导弹系统阵地。乌克兰总统泽连斯基对向俄罗斯提供铁路运输协助的185名法人和自然人实施制裁。

## 1月29日
俄羅斯方面指控乌克兰军队用海马斯炮击梅利托波尔地区莫洛奇纳河上的公路桥，并造成伤亡。
俄罗斯国防部发布战报称，过去一天，俄军在库皮扬斯克、红利曼、顿涅茨克和扎波罗热等方向打击乌军人员及装备。俄军还击落乌军1架米格-29战机、9架无人机。乌克兰武装部队总参谋部通报称，乌克兰空军过去一天对俄军人员、防空导弹系统以及军事装备集中区域发动了打击。乌克兰国防部长表示，乌克兰东线战场局势困难，但仍在乌方控制之下。

## 1月30日
丹麦首相表示丹麦将向乌克兰转让自己拥有的全部19门凯撒自行火炮，并且会持续向乌克兰提供武器和人道主义援助，并培训乌克兰军队。
澳大利亚和法国政府決定联合向乌克兰提供155毫米炮弹。

## 1月31日
美國總統拜登拒絕向烏克蘭提供F-16戰機。英國首相發言人表示英國也不會向烏克蘭提供戰鬥機。不過美国政府准备向乌克兰提供价值22亿美元的新一批武器装备，其中就包括射程达150公里的远程火箭弹。這是美國首次援助烏克蘭同類武器。
乌克兰外交部长库列巴表示，西方国家向乌克兰提供的首批坦克将有约120至140辆。
希腊总理米佐塔基斯表示，希腊不会向乌克兰提供“豹2”主战坦克。